# Aloe erythrophylla
Aloe erythrophylla ist eine Pflanzenart der Gattung der Aloen in der Unterfamilie der Affodillgewächse (Asphodeloideae). Das Artepitheton erythrophylla leitet sich von den griechischen Worten erythros für ‚rot‘ sowie phyllon für ‚Blatt‘ ab und verweist auf die rot gefärbten Blätter der Art.

## Beschreibung

### Vegetative Merkmale
Aloe erythrophylla wächst stammlos oder kurz stammbildend und einfach. Die sechs bis acht lanzettlich-linealischen, spitz zulaufenden Laubblätter bilden eine Rosette. Die dunkel bräunlichrote oder in der Mitte grüne und rot überhauchte Blattspreite ist 10 bis 17 Zentimeter lang und 2 bis 4 Zentimeter breit. Die roten Zähne am Blattrand sind 1 bis 1,5 Millimeter lang und stehen 4 bis 6 Millimeter voneinander entfernt.

### Blütenstände und Blüten
Der Blütenstand ist einfach oder weist einen Zweig auf. Er erreicht eine Länge von 15 bis 40 Zentimeter. Die lockeren, pyramidalen Trauben sind 6 bis 20 Zentimeter lang und bestehen aus 20 Blüten. Die eiförmigen und etwas spitzen Brakteen weisen eine Länge von 6 bis 9 Millimeter auf. Die roten Blüten stehen an 7 bis 12 Millimeter langen Blütenstielen. Die Blüten sind 20 bis 25 Millimeter lang und an ihrer Basis gerundet. Oberhalb des Fruchtknotens sind sie leicht verengt. Ihre Perigonblätter sind auf einer Länge von 7 bis 8 Millimetern nicht miteinander verwachsen. Die Staubblätter und der Griffel ragen nicht aus der Blüte heraus.

## Systematik und Verbreitung
Aloe erythrophylla ist auf Madagaskar in den Bergen auf Gneis und Quarzit in Höhen von 1500 bis 1800 Metern verbreitet. 
Die Erstbeschreibung durch Jean Marie Bosser wurde 1968 veröffentlicht. Es werden folgende Unterarten unterschieden:
- Aloe erythrophylla subsp. erythrophylla
- Aloe erythrophylla subsp. major J.-B.Castillon

Aloe erythrophylla subsp. major

Die Erstbeschreibung dieser Unterart durch Jean-Bernard Castillon wurde 2011 veröffentlicht.

## Nachweise